# Olympische Winterspiele 1992/Teilnehmer (Libanon)
| Gelbes Symbol für Goldmedaillen mit stilisierten Olympischen Ringen | Graues Symbol für Silbermedaillen mit stilisierten Olympischen Ringen | Braundes Symbol für Bronzemedaillen mit stilisierten Olympischen Ringen |
| ------------------------------------------------------------------- | --------------------------------------------------------------------- | ----------------------------------------------------------------------- |
| —                                                                   | —                                                                     | —                                                                       |

Der Libanon nahm an den Olympischen Winterspielen 1992 im französischen Albertville mit einer Delegation von vier Athleten im Ski Alpin teil. Ein Medaillengewinn gelang keinem der Athleten.

## Teilnehmer nach Sportarten

### Ski Alpin
Männer
- Dany Abounaoum
Riesenslalom: 88. Platz (3:24,39 min)
Slalom: 62. Platz (3:03,76 min)

- Raymond Keyrouz
Riesenslalom: disqualifiziert
Slalom: Rennen nicht beendet

- Jean Khalil
Riesenslalom: disqualifiziert
Slalom: 53. Platz (2:33,13 min)

- Elias Majdalani
Super-G: 58. Platz (1:22,13 min)
Riesenslalom: 57. Platz (2:35,77 min)